# Louise van Saksen-Coburg (2004)
Louise Sophie Mary van Saksen-Coburg (voorheen: Louise van België), prinses van België (Sint-Lambrechts-Woluwe, 6 februari 2004) is de dochter van prins Laurent van Saksen-Coburg en Claire Coombs. Ze is bekend als prinses Louise, dit is ook haar eigenlijke voornaam.

## Biografie

### Geboorte
Prinses Louise werd om 21:54 uur geboren en was 54cm lang en woog 3420 gram. 
Op 13 december 2005 werden haar broertjes prins Nicolas en prins Aymeric geboren.
Haar doopmeter is prinses Margaretha van Luxemburg, haar vader had graag prins Reza Pahlavi als dooppeter gevraagd, maar volgens het canoniek wetboek komen moslims niet in aanmerking voor het peterschap van een rooms-katholiek kind.

## Opleiding
Prinses Louise ging samen met haar broers naar het lyceum Jean Monnet in Ukkel. Sinds 2022 studeert zij aan de Universiteit Maastricht waar zij de studie Liberal Arts and Sciences volgt.

## Naamswijziging
Bij een Koninklijk Decreet in 2015 werd besloten dat onder meer prinses Louise, prins Nicolaas, prins Aymeric en haar vader prins Laurent de achternaam Van België niet meer mochten dragen. In 2023 liet haar vader daarop met tegenzin de achternaam van de familie veranderen naar Van Saksen-Coburg. Prinses Louise behield wel de titel Prinses van België echter kan zij haar titel niet meer doorgeven als zij eventueel kinderen krijgt.